# Saint-Laurent-des-Bois (Loir y Cher)
 Saint-Laurent-des-Bois  es una población y comuna francesa, en la región de Centro, departamento de Loir y Cher, en el distrito de Blois y cantón de Marchenoir.

## Demografía
| 336 | 312 | 271 | 250 | 209 | 227 |
| Para los censos de 1962 a 1999 la población legal corresponde a la población sin duplicidades (Fuente: INSEE [Consultar]) |     |     |     |     |     |